# Henri du Plessis-Gouret
Henri du Plessis-Gouret, né le 10 octobre 1838 à Lausanne et mort à Fréjus le 18 juin 1913, est un médecin et enseignant vaudois.

## Biographie
Henri du Plessis-Gouret fait sa scolarité à Orbe (Vaud), puis fréquente l'Académie de Lausanne et les cours de zoologie et d'anatomie du professeur Auguste Chavannes. Entre 1858 et 1862, il étudie la médecine à Berne et reçoit son brevet de médecin chirurgien-accoucheur en 1865. À Montpellier, puis à Munich, il se perfectionne dans son art et acquiert des connaissances en zoologie. Rentré en Suisse, il obtient le droit de pratiquer et s'établit à Orbe. 
Comme d'autres médecins vaudois, Henri du Plessis-Gouret s'engage dans l'ambulance suisse lors de la guerre franco-prussienne de 1870, puis il est mobilisé dans les troupes gardant les frontières. En 1870, Duplessis est nommé professeur extraordinaire à la chaire de zoologie et anatomie comparées de la Faculté des sciences (1870-1885), puis professeur d'enseignement du microscopie à la Section de pharmacie (1874-1885), profitant à plusieurs reprises de congés pour perfectionner ses connaissances zoologiques à l'étranger. Entre 1874 à 1876, il prend en charge le Musée cantonal de zoologie. 
Démissionnaire en 1885, Henri du Plessis-Gouret part s'établir sur la Côte d'Azur, profitant de ses séjours vaudois pour compléter ses études zoologiques et collaborer avec François-Auguste Forel à la limnologie. Il publie un Essai sur la faune profonde des lacs suisses (1855) et il se passionnera pour les méduses de son environnement méditerranéen.

## Sources
- « Henri du Plessis-Gouret », sur la base de données des personnalités vaudoises sur la plateforme « Patrinum » de la Bibliothèque cantonale et universitaire de Lausanne.
- Henri Blanc, "Le docteur Georges du Plessis 1838-1913", in Bulletin de la Société vaudoise des sciences naturelles, 1914, p. 113-122
- Marc Kiener, Dictionnaire des professeurs de l'Académie de Lausanne (1537-1890), Lausanne, 2005, p. 241-242